# Стеноза аортног залистка
Стеноза аортног залистка, аортна стеноза, стеноза аортне валвуле (САЗ) представља опструкцију тока крви преко аортног залиска приликом истискивања крви из леве срчане коморе. Најчешће се јавља како код одраслих тако и код деце, изоловано или у комбинацији са оштећењем других срчаних залистака. Код ове врсте стенозе основни је проблем нарушена функција срца, пре свега леве коморе (како њена систолна, тако и дијастолна функција). Због нарушене хемодинамике срца код болесника са овом болешћу умногоме зависи њен даљи ток, али и прогноза и судбина ових болесника.
У клиничком току аортне стенозе присутан је више година, због асимптоматског периода болести. Тегобе се обично јављају у случају критичне стенозе, када површина аортног залиска падне испод 0,75 cm² (или 0,4 cm²/m²).

## Аортни залистак
Улога срчаних залистака састоји се у обезбеђивању једносмерног протока крви у срцу и према осталим органима у читавом телу. Лево артеријско ушће срца са аортним залистком (лат. valva aorte) је отвор преко кога лева комора комуницира са аортом, и омогућава кисеоником обогаћеној крви да из леве коморе уђе, у највећи крвни суд у телу, аорту
Састоји се од три полумесачаста листића, која се означавају (LCC, RCC, NCC).

## Историја
Најранији опис калцификационе стеноза аортног залистка приписује се француском лекару Лазару Ривијеру, који је 1663. године пријавио налазе некропсије код пацијента са палпитацијама, прогресивном диспнејом и губитком периферних пулсева. Он је приметио увећање леве срчане коморе и идентификовао велике масе сличне карункулу које су ометале одлив крви из леве срчане коморе у аорту. Све док много деценија касније  нису уследили други извештаји, почела је дебата о етиологији калцификације аортног залистка (КАЗ). 1 Иако је калцификација првобитно приписана ендокардитису, Хасе је 1846. године оспорио ову теорију сугеришући да се дегенеративни процес догодио унутар самог залистка и покренуо осификацију. Године 1904, Менкебург је аутор првог детаљног описа КАЗ у којем је известио да се ова патологија вероватно јавља као резултат таложења калцијума на кусписима залистка који су постали склеротични. Менкебург је описао  два механизма који објашњавају овај феномен:
- дегенерацију унутар слојева листића залистка најближих Валсалвиним синусима која се ширила ка врховима куспида,

- склеротичне промене аорте које су се прошириле и захватиле куспиде залистка.

У протеклих три деценије дошло је до огромног пораста интересовања за унапређење ових раних хипотеза како би се идентификовали ћелијски и молекуларни механизми који покрећу стенозу аортно-венске валвуле због високе преваленције ове болести, повезаног морбидитета и морталитета, као и нове идеје да терапије које циљају ове процесе могу повећати трајност хируршки имплантираних и транскатетерских биопротетских залистака.

## Етиопатогенеза
Најчешћи узроци обољења срчаних залистака су: атеросклероза, реуматска болест срца и инфекција (бактеријски ендокардитис). Сужење (стеноза), настаје као последица задебљања, таложења калцијума, тако да залистак постаје нееластичан, тврд слабо покретан. У том случају залистак не може да пропусти довољну количину крви коју срчани мишић покушава да истисне у аорту. Код проширења инсуфицијенције)
залиска, због недовољног затварања отвора, долази до пропуштања крви у смеру супротном од потребног (инсуфицијенција залиска). Обе промене на залисцима доводе до великог оптерећења срчаног мишића који покушава да успостави нормалну циркулацију у телу. Временом срце попушта, све више, што захтева оперативну интервенцију или замену залистка вештачким.
Према тренутним сазнањима, транскатетерска имплантација аортног залиска представља чврсту и добру алтернативу за замену аортног залиска код великог дела особа са значајно повећаним хируршким ризиком замене аортног залиска због тешке, симптоматске аортне стенозе.

## Облици аортне стенозе
Према пореклу може бити урођена и стечена. 
Урођена аортна стеноза
Урођена аортна стеноза може бити последица присуства:
- само једног листића на аортном залиску - уникуспидна валвула,
- два листића - бикуспидна валвула,
- три листића који су деформисани
- четири листића -квадрикуспидна валвула.

Стечена аортна стеноза
Стечена аортна стеноза јавља се најчесће код реуматске грознице или дегенеративних промена на аортном залиску.
Због продужетка људског века и смањене учесталости реуматске грознице аортна стеноза све чешће је проузрокована дегенеративним процесом. Око 88% свих изолованих симптоматских стеноза, последица је дегенеративних промена код болесника просечне старости 61 годину, док је 85% свих болесника старије од 50 година живота.

## Клиничка слика
Симптоми повезани са аортном стенозом зависе од степена стенозе. Већина болесника са благом до умереном аортном стенозом нема симптоме. Симптоми су обично присутни код болесника са тешком аортном стенозом, мада се могу јавити и код оних са благом до умереном аортном стенозом. Три главна симптома аортне стенозе су губитак свести, ангинозни бол у грудима и кратак дах при активностима или други симптоми срчане инсуфицијенције као што су кратак дах током лежања на равно, епизоде кратког даха ноћу или отечене ноге и стопала.  
Ангина
Ангина у условима срчане инсуфицијенције такође повећава ризик од смрти. Код болесника са ангином, петогодишња стопа смртности је 50% ако се аортни залистак не замени. 
Ангина у условима САЗ настаје због хипертрофије леве срчане коморе (ХЛСК) која је узрокована сталним повећањем притиска потребног за превазилажење градијента притиска изазваног САЗ. Док се мишићни слој леве коморе задебљава, артерије које снабдевају мишић не постају значајно дуже или веће, тако да мишић можда неће добити довољно крви да задовољи своје потребе за кисеоником. Ова исхемија може прво бити очигледна током вежбања када срчаном мишићу треба повећано снабдевање крвљу како би се компензовало повећано оптерећење. Болесник се може жалити на ангинозни бол у грудима при напору. Тестирање оптерећењем са или без снимања је строго контраиндиковано код симптоматских пацијената са тешком аортном стенозом. Тестирање оптерећењем се сада препоручује према тренутним смерницама код асимптоматских пацијената и може пружити додатну прогностичку вредност 
Међутим, на крају ће срчаном мишићу бити потребно више снабдевања крвљу у мировању него што могу да обезбеде гране коронарне артерије. У овом тренутку могу се појавити знаци вентрикуларног обрасца напрезања (депресија ST сегмента и инверзија T таласа) на ЕКГ-у, што указује на субендокардијалну исхемију. Субендокардијум је регион који је најосетљивији на исхемију јер је најудаљенији од епикардијалних коронарних артерија. 
Синкопа
Синкопа (несвестица) код стенозе аортног залиска је обично изазвана напором. У условима срчане инсуфицијенције повећава се ризик од смрти. Код људи са синкопом, трогодишња стопа смртности је 50% ако се аортни залистак правовремено не замени.
Није јасно зашто аортна стеноза изазива синкопу. Једна теорија је да тешки облик САЗ производи скоро фиксни срчани излаз. Када особа са аортном стенозом вежба, њен периферни васкуларни отпор ће се смањити како се крвни судови скелетних мишића шире како би мишићи могли да приме више крви и обаве више посла. Ово смањење периферног васкуларног отпора се обично компензује повећањем срчаног излаза. Пошто болесници са тешком САЗ не могу да повећају свој срчани излаз, крвни притисак пада и особа ће се онесвестити због смањене перфузије крви у мозгу. 
Друга теорија је да током вежбања, високи притисци генерисани у хипертрофираној левој срчаној комори изазивају вазодепресорски одговор, што узрокује секундарну периферну вазодилатацију која, заузврат, узрокује смањен проток крви у мозгу, што доводи до губитка свести. 
Понекад се наводи и трећи механизам. Због хипертрофије леве срчане коморе код аортне стенозе, укључујући последичну немогућност коронарних артерија да адекватно снабдевају крвљу миокард, могу се развити абнормални срчани ритмови. То може довести до синкопе. 
Коначно, код калцификационе аортне стенозе, калцификација у и око аортног залистка може напредовати и проширити се тако да обухвати систем електричне проводљивости срца. Ако се то догоди, резултат може бити срчани блок, потенцијално смртоносно стање чији синкопа може бити симптом. 
Конгестивна срчана инсуфицијенција
Конгестивна срчана инсуфицијенција (КСИ) носи тешку прогнозу код људи са САЗ. Особе са конгестивном срчаном инсуфицијенцијом  која се може приписати САЗ имају двогодишњу стопу смртности од 50% ако се аортни залистак не замени.КСИ у условима САЗ је последица комбинације хипертрофије леве срчане коморе са фиброзом, систолне дисфункције (смањење ејекционе фракције) и дијастолне дисфункције (повишен притисак пуњења леве коморе).

## Диференцијална дијагноза
Диференцијално дијагностички у обзир долазе стања која узрокују систеолични ејекцијски шум  са или без опструкције  изласка крви из леве коморе.  
У ову групу болести спадају:1 
- склероза аорте, која  је почетна дегенеративна промена узрокована калцификацијама залистака, али без значајне опструкције леве коморе која се још није развила.
- субвалвуларна аортна стеноза,  која настаје као резултат структурних промена миокарда и митралне валвуле и понекад може бити присутна заједно са аортном стенозом
- суправалвуларна аортна стеноза, Најчешће је присутна суправавалуларна аортна стеноза као део Вилијамовог синдрома и код хомозигота са наследном породичном хиперхолестеролемијом.[7]

Срчана инсуфицијенција, бол у грудима, синкопа и пресинкопа су симптоми који се могу јавити код других кардиоваскуларних болести. Кардиомиопатија долази у обзир код срчане инсуфицијенције и болова у грудима код коронарне артеријске болести. Горе наведено треба узети у обзир код пацијената са умереном стенозом аорте.
Ехокардиографија је брза и поуздана дијагностичка метода за разликовање ових стања.

## Терапија

### Медикаментна терапија
Ова врста терапије је се симптоматски и примењује  уз посебан опрез (због ризика од хипотензије):
- Дигиталис не треба користити јер изазива коморске аритмије, осим у случајевима дилатације леве коморе и смањења ејектилне фазе.
- Диуретици се користе само изузетно, јер изазивају хиповолемију, и смањују минутни волумен срца, што може довести до ортостатске хипотензије.
- Нитрати се, такође, користе уз опрез, због опасности од ортостатске хипотензије и синкопе.
- Бета-блокатори су контраиндиковани, јер смањују контрактилност и доводе до срчане слабости.

У случају појаве апсолутне аритмије постоји опасност од озбиљне хипотензије и пада ударног волумена због недостатка преткоморске контракције, па се због брзог коморског ритма може јавити исхемија миокарда и ангине пекторис. Зато треба покушати конверзију у синусни ритам, као и спречити појаву апсолутне аритмије код честих суправентрикулних екстрасистола

### Оперативно лечење
Код одраслих особа са калцификантном аортном стенозорн замена залиска је терапија избора. Операција се ради код болесника са врло озбиљном стенозом (површина аортног залистка испод 0,75 cm² (или 0,4 cm²/ m²), поготово ако имају симптоме: ангине пекторис, синкопуили срчану слабост.
Такође, оперативном захвату подлежу и асимптоматски болесници са озбиљном дисфункцијом леве коморе и прогресивном кардиомегалијом. Ако је аортна стеноза удружена са коронамом артеријском болешћу, треба у исто време заменити залистак и направити реваскуларизацију миокарда.

#### Врсте вештачких залистака (валвула)
Данас постоји велики избор вештачких, механичких и биолошких срачаних залистака. 
Механичке валвуле
Механичке валвуле новије генерације израђене су од пиролитичког карбона, материјала који је
издрзљив и дуговечан. Састоји се од прстена и два листића који се, у одговарајућим фазама рада срца, отварају и затварају и тако обезбеђују нормалан проток крви. 
На њихов рад не утичу рендгенско зрачење, мобилни телефони, као ни магнетно поље стандардних апарата. После уградње механичких валвула потребна је стална антикоагулантна заштита.
Биолошке валвуле
Биолошке валвуле израђене су од билошког материјала, животињског (свињског или говеђег) или хуманог порекла, који је уграђен је у протезу од металне мрежице (слично коронарном стента, али знатно већу). Ткиво од кога је произведен скројено је тако да у потпуности опонаша функцију нормалног тролисног људског залиска. Ови залистци се лако уграђују. 
Њихов главни недостатак је ограничено време трајања, јер након 7-10 година долази до дегенеративних промена на њиховим листићима, па се намеће потреба за новим оперативним захватом. 
Њихова предност је та што не захтевају сталну антикоагулантну заштиту.

#### Транскатетерска имплантација аортног залистка
Транскатетерска имплантација аортног залистка нова је метода код које се биолошка аортна протеза помоћу катетера имплантира на место стенотичног залиска. Од 2002. године, када је поступак по први пута изведен, у Западној Европи расте број захвата за ову врсту интервенције, тако да се процењује да је до сада имплантирано више од 30.000 залистака.
Транскатетерска имплантација аортног залиска индикована је код болесника са тешком, симптоматском аортном стенозом, и угроженом животном прогнозом, који због високог оперативног ризика није погодан за класичну, хируршку замену залиска. Типичан болесник за ову интервенцију је старија особа са једном или више пратећих болести или стања који значајно подижу ризик хируршке замене (чија је процењена статистичка смртност захвата већа од 15-20 посто).

## Компликације
Како болест напредује, постоји могућност озбиљног, па чак и фаталног развоја компликација, које карактеришу: 
- Учесталост изненадне срчане смрти која је код пацијената са тешким асимптоматски АС 1%, а код симптоматског АС 8% до 34% годишње.

- Ризик од развоја преткоморске фибрилације, код свих пацијента са АС, који се повећава ако постоји систолна дисфункција леве сечане коморе.

- Повећан ризик од развоја ендокардитиса.[7]

- Повећана осетљивост на хроничне гастроинтестиналне болести са крварењем и крварења у кожи и слузокожама. Heyde синдром означава комбинацију хроничног гастроинтестинално крварење и калцифицирајуће АС. Сматра се да је ово последица Вилебрандовог синдрома где пролази мултимерни вон Вилебрандов фактор кроз сужени аортни залистак, цепа се на мање протеине који затим реагују са тромбоцитима и изазивају повећан клиренс тромбоцита.

- Емболијска стања узрокована калцификујућим емболомусом, која су могућа код око две трећине пацијената са тешким АС. Око 50% ових пацијената има суседну коронарну артеријску болест, док други пацијенти имају бол у грудима због хипертрофије леве коморе.

- Око 5% пацијената са акутним коронарним синдромом има већ постојећу болест срчаних залистака. Међу њима једна трећина пацијената има умерену до тешку АС.[13]

- Преваленција суседне коронарне артеријске болести која расте са годинама и степеном дегенеративних промена аортног залистка.[14]   Паралелна коронарна артеријска болест повећава ризик од развоја инфаркта миокарда. Перкутане коронарне интервенције и бајпас операције такође су се показале чешћима код ових пацијената.[7]

- Плућна хипертензија као компликација тешког облика АС са лошим исходом.[7]

## Прогноза
Прогноза код асимптоматских болесника врло је лоша: 52% умире током првих 5 година, а 90% током 10 година. У случајевима са стеченом аортном стенозом смрт наступа у просеку у 63. години живота. Пацијенти са ангином пекторис живе у просеку 5 година, са синкопом три године, а са срчаном слабошћу 1,5 - 2 године. Смрт наступа из три разлога: 
- Изненадна смрт, наступа најчешће код асимптоматских болесника, јер болести обично претходи појава симптома, пре свега ангине.
- Срчана слабост.
- Субакутни бактеријски ендокардитис.

Изненадна смрт код симптоматских пацијената са аортном стенозом јавља се у 15-20% случајева и најчешће је последица исхемије миокарда или аритмије.
Код асимптоматских болесника изненадна смрт јавља се у 3-5% случајева.